# 角化嚢胞性歯原性腫瘍
角化嚢胞性歯原性腫瘍（かくかのうほうせいしげんせいしゅよう、Keratocystic odontogenic tumor;KCOT）は、歯原性腫瘍の一種で、良性腫瘍である。多発する場合は基底細胞母斑症候群の1症状としての発生が多い。
歯原性角化嚢胞（しげんせいかっかのうほう、odontogenic keratocyst;OKC）として嚢胞に分類されていたが、浸潤性や再発率の高さ、増殖活性の高さから2005年のWHO分類により腫瘍として取り扱うようになった。臨床所見はエナメル上皮腫と共通することが多いが、歯根吸収は稀である。

## 診断
確定診断は病理診断にてなされる。

### 病理組織所見
表面が波状を示す錯角化重層扁平上皮で裏装されている。上皮の基底面は平坦で上皮釘脚の伸長は見られない。また、立方形から円柱形の基底細胞の柵状配列が見られる。裏装上皮は乳頭間隆起を欠き、結合組織からの剥離傾向が強く、嚢胞壁内の嬢細胞や小上皮塊の存在とあわせて再発の原因とされる。

### 画像所見
単房性・多房性の境界明瞭なX線透過像を有し、辺縁は帆立貝状所見を訂することがある。CT画像では病変内部に不定形角化物が認められることがある。MRIでは通常内部が不均一なT1強調像では低信号から中間信号、T2強調像では強信号を示し、造影像では辺縁の1層のみ造影される。

### 鑑別
エナメル上皮腫や含歯性嚢胞、歯根嚢胞との鑑別が必要となる場合がある。

## 原因
歯堤由来の疾患で、埋伏歯と関係があると考えられている。

### 遺伝
基底細胞母斑症候群による角化嚢胞性歯原性腫瘍のみでなく、症候群以外の症例でも、ヘッジホッグシグナル伝達経路の一つであるPTCH遺伝子の変位が報告されており、これと関係があるとする研究がある。

## 症状
腫脹が最も一般的な症状であるが、無症状で、歯科におけるX線撮影にて偶然発見されることが多い。

## 悪性転換
扁平上皮癌への悪性転換が発生することがあるが、極めて稀である。

## 疫学
好発年齢は10-30歳代で、発生頻度としては男性の下顎大臼歯部に多い。摘出後の再発が15～58%ある。

## 治療
全摘出術が行われるが、再発の対策に、骨削除なども行われる。腫瘍の大きさが大きな場合には、開窓術により腫瘍の縮小をはかり、その後に全摘術が行われることもある。
顎骨切除が行われることもある。

## 参考画像

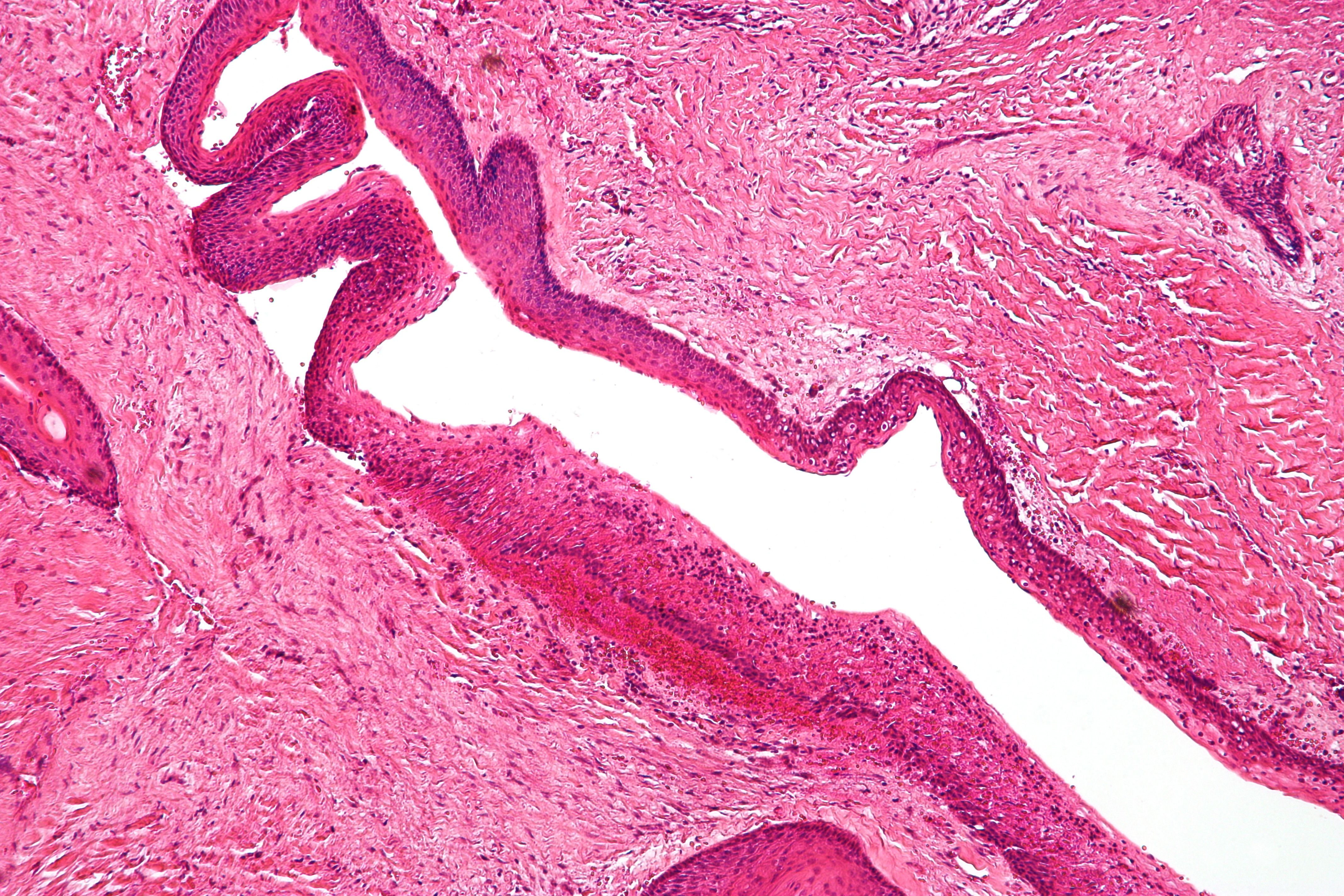
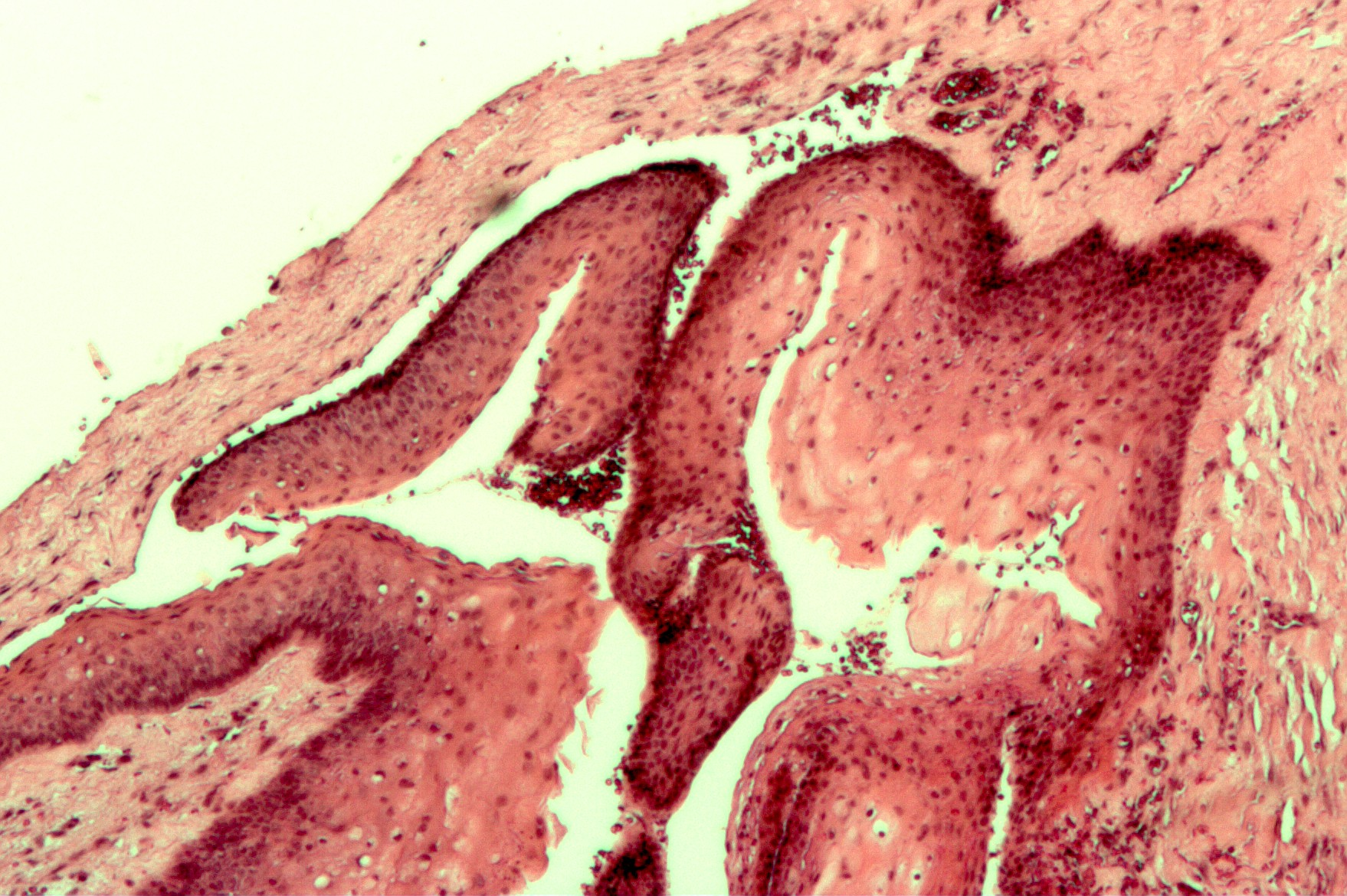